# Sebastian Frey (Leichtathlet)
Sebastian Frey (* 28. Mai 2002) ist ein österreichischer Leichtathlet, der im Mittel- und Langstreckenlauf an den Start geht.

## Sportliche Laufbahn
Erste Erfahrungen bei internationalen Meisterschaften sammelte Sebastian Frey im Jahr 2018, als er bei den U18-Europameisterschaften in Győr mit 4:10,34 min in der Vorrunde im 1500-Meter-Lauf ausschied. Im Jahr darauf kam er bei den Crosslauf-Europameisterschaften in Lissabon im U20-Rennen nicht ins Ziel und 2021 siegte er in 8:29,32 min im 3000-Meter-Lauf bei den U20-Balkan-Meisterschaften in Istanbul, ehe er bei den U23-Europameisterschaften in Tallinn mit 8:32,16 min den Finaleinzug verpasste. Im Dezember gelangte er bei den Crosslauf-Europameisterschaften in Dublin nach 18:37 min auf den zwölften Platz im U20-Rennen. Im Jahr darauf belegte er bei den Balkan-Hallenmeisterschaften in Istanbul in 8:10,27 min den siebten Platz und im Juni gelangte er bei den Freiluftmeisterschaften in Craiova mit 13:59,32 min auf Rang vier im 5000-Meter-Lauf. Im Dezember lief er bei den Crosslauf-Europameisterschaften in Turin nach 25:48 min auf dem 58. Platz im U23-Rennen ein. 2023 belegte er bei den U23-Europameisterschaften in Espoo in 29:29,02 min den fünften Platz im 10.000-Meter-Lauf und gelangte über 5000 Meter mit 14:22,23 min auf Rang 15. Kurz darauf siegte er in 14:01,97 min bei den Balkan-Meisterschaften in Kraljevo, ehe er bei den World University Games in Chengdu mit 14:29,48 min auf Rang 13 über 5000 Meter gelangte. Im Jahr darauf verbesserte er in Boston den österreichischen Hallenrekord über 5000 Meter auf 13:24,39 min. Ende Mai siegte er bei den Balkan-Meisterschaften in Izmir in 7:52,14 min sowie in 13:35,95 min über 3000 und 5000 Meter. Im Dezember wurde er bei den Crosslauf-Europameisterschaften in Antalya nach 19:09 min 26. im U23-Rennen.
In den Jahren 2023 und 2024 wurde Frey österreichischer Staatsmeister über 5000 Meter sowie 2024 auch im 3000-Meter-Lauf. Zudem wurde er 2023 und 2024 Halle-Staatsmeister über 3000 Meter.

## Persönliche Bestleistungen
- 1500 Meter: 3:48,22 min, 12. Juni 2022 in Reutte
  - 1500 Meter (Halle): 3:44,02 min, 12. Februar 2023 in Dortmund
- 3000 Meter: 7:52,14 min, 26. Mai 2024 in Izmir
  - 3000 Meter (Halle): 7:44,67 min, 3. Feber 2024 in Boston
- 5000 Meter: 13:20,65 min, 15. Juni 2024 in Heusden-Zolder
  - 5000 Meter (Halle): 13:24,39 min, 26. Jänner 2024 in Boston (österreichischer Rekord)
- 10.000 Meter: 28:27,86 min, 20. Mai 2023 in London